# Сервий Сулпиций Камерин Руф
Сервий Сулпиций Камерин Руф (на латински: Servius Sulpicius Camerinus Rufus) e политик на Римската република.
Произлиза от патрицииската фамилия Сулпиции. Той е консул през 345 пр.н.е. с Марк Фабий Дорсуон. Двамата завладяват града на волските Сора.